# Ferdinand Schubert

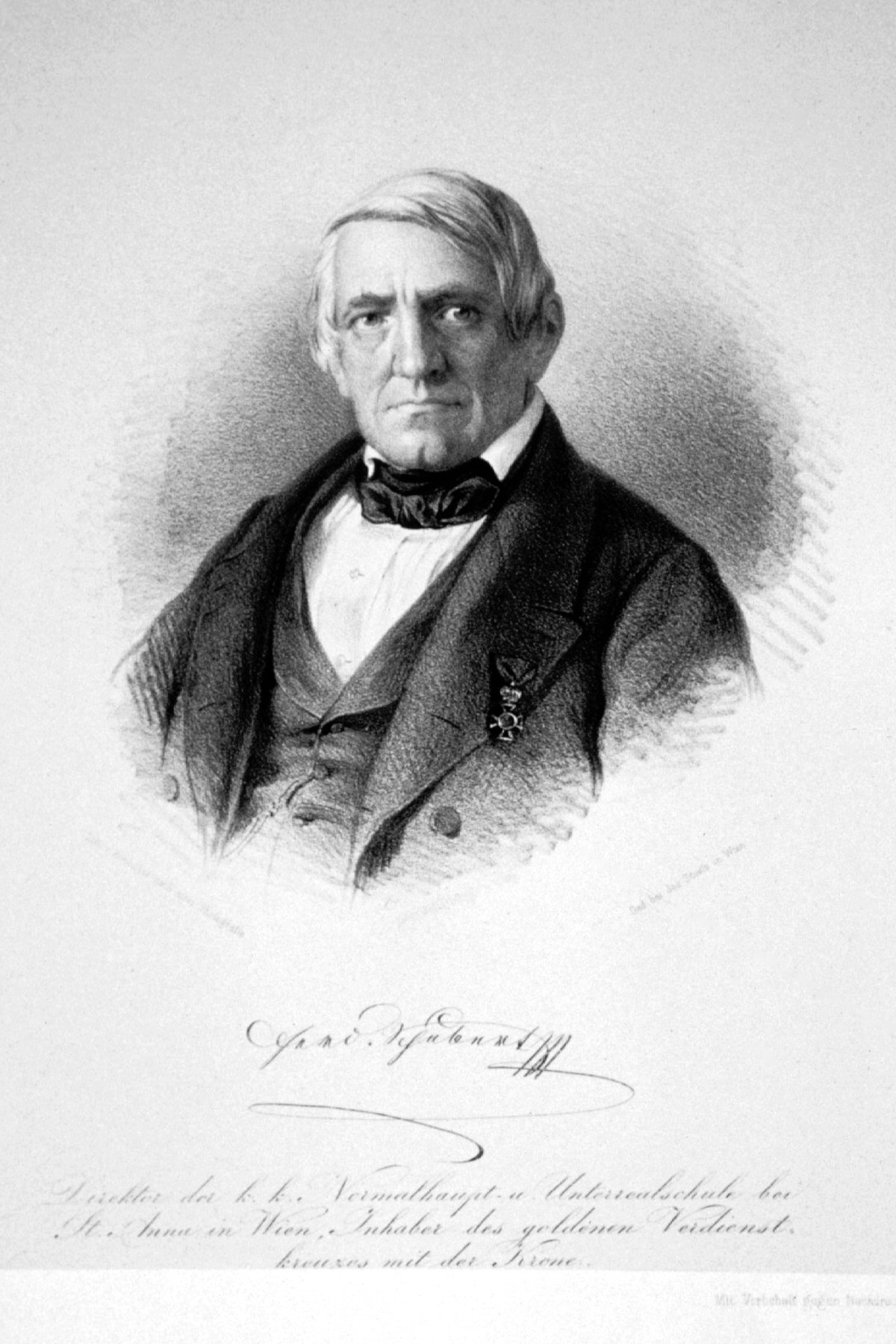
Ferdinand Schubert, litografi av Josef Kriehuber ca 1850.

Ferdinand Schubert, född 18 oktober 1794 i Wien, död 26 februari 1859 där, var en österrikisk tonsättare, bror till Franz Schubert.
Ferdinand Schubert föddes som det första barnet av sexton, av vilka bara fem blev äldre än ett år. I motsats till sin yngre bror, den betydligt mer kände och mer begåvade tonsättaren, som blev lärare framför allt för att slippa undan militärtjänst, var Ferdinand Schuberts val av läraryrket mycket medvetet. Från 1810 var han lärare i Waisenhaus och från 1820 lärare och organist i Altlerchenfeld. 1824 fick han anställning som lärare i "Normal-Hauptschule bei St. Anna", vars rektor han blev 1851. Vid Gesellschaft der Musikfreundes konservatorium blev han också 1838 "Honorar-Professor" i orgelspel.
Även om Ferdinand Schubert själv var verksam som tonsättare, låt vara utan större framgång, är det framför allt som förespråkare för sin bror som han gjort sig känd. Han försökte efter sin brors död att sprida hans kompositioner och framför allt upplysa om att han inte bara skrivit sånger. Av Ferdinand Schubert finns också många bearbetningar och klaverutdrag av broderns verk.
Dock torde Ferdinand Schuberts umgänge med sin brors musik varit problematiskt även under dennes levnad. Delvis använde Ferdinand stora delar av broderns kompositioner i sina egna, sannolikt dock med dennes vetskap och goda minne.

## Verk i urval
- Hirtenmesse, op. 13
- Salve Regina, op. 12
- Messe F-dur (1830), op. 10
- Filiae Regum
- Regina Coeli